# Anellozetes fusiformis
Anellozetes fusiformis är en kvalsterart som beskrevs av Hammer 1970. Anellozetes fusiformis ingår i släktet Anellozetes och familjen Humerobatidae. Inga underarter finns listade i Catalogue of Life.